# 堺市博物館
堺市博物館（さかいしはくぶつかん、英: Sakai City Museum）は、大阪府堺市堺区の大仙公園内にある人文科学系の博物館。市制90周年記念事業として1980年に開館した。

## 概要
博物館の展示構成は、常設展と特別展・企画展に大別される。常設展の展示コンセプトは「百舌鳥古墳群と堺の歴史・文化」で、大仙陵古墳（仁徳天皇陵古墳）に代表される百舌鳥古墳群（2019年7月、世界遺産に登録）からの出土品、近世の自由都市「堺」の都市史資料や鉄砲などの交易品、行基や千利休をはじめとする堺出身の著名人の資料のほか、堺の寺社に伝わる文化財や堺ゆかりの絵画・工芸品などを展示し、古代から近代に至るまでの堺の歴史と文化を紹介している。
2011年10月、ユネスコが賛助する「アジア太平洋無形文化遺産研究センター（IRCI）」が館内に開設された。2013年には、堺名誉大使で彫刻家の籔内佐斗司による公式キャラクター「サカイタケルくん」が誕生した。

## 施設
- 展示室1 - 古代～古墳の時代～
- 展示室2 - 中世～中世の堺～
- 展示室3 - 近世・近代～堺の産業・文化～
- 展示室4 - 堺の宗教文化、堺市博物館の収蔵庫から
- 茶室 「伸庵」 （登録有形文化財）
- 茶室 「黄梅庵」 （登録有形文化財）

2014年3月、博物館休憩コーナーに「百舌鳥古墳群展示コーナー」を、ロビーには約200インチの大型スクリーンを有する「百舌鳥古墳群シアター」を設置した。

## 主な収蔵品

### 重要文化財

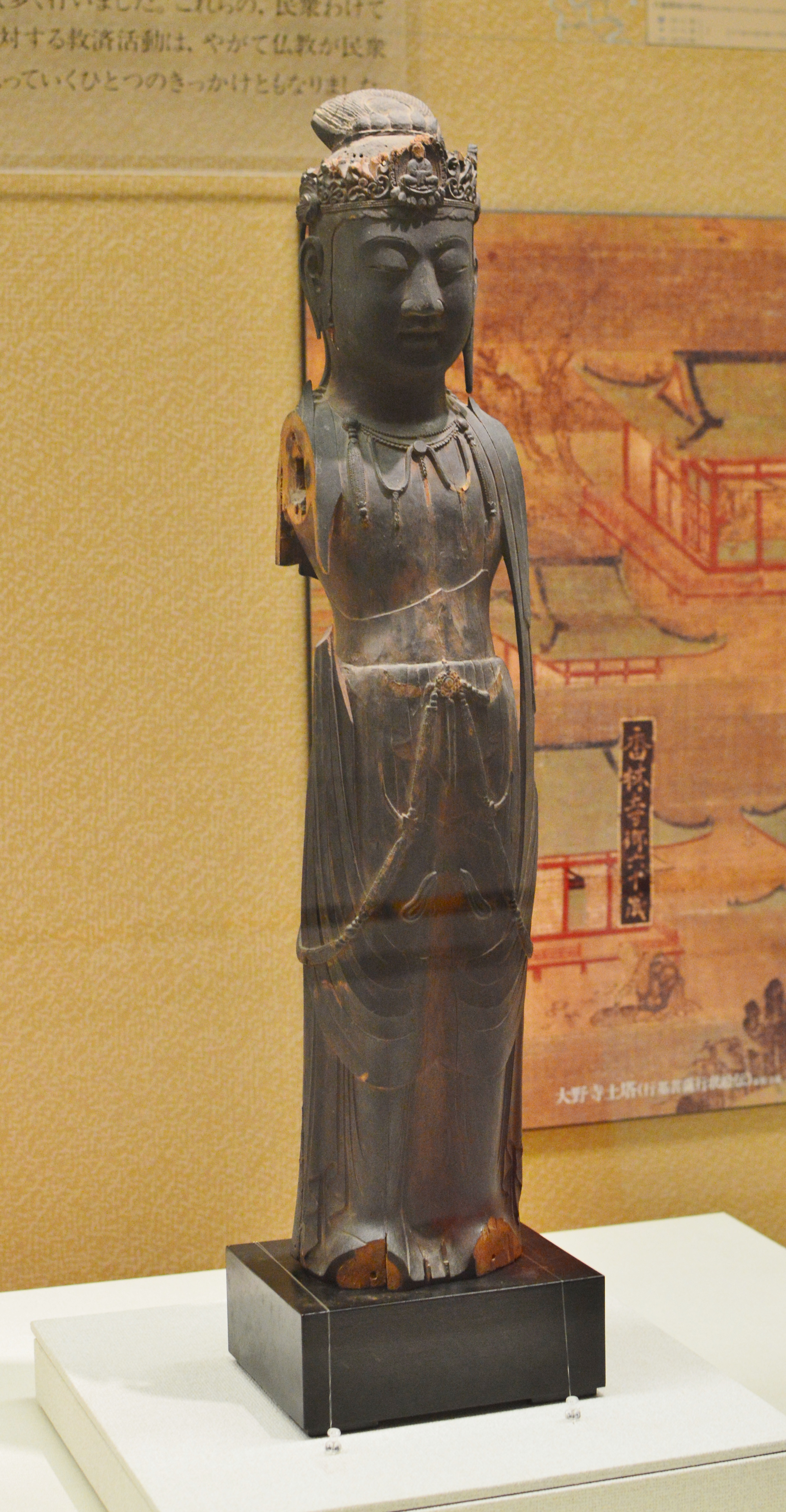
木造観音菩薩立像[2] 白檀製、飛鳥時代、堺市・円通寺旧蔵
- 漆塗太鼓形酒筒 文明5年（1473）[3]
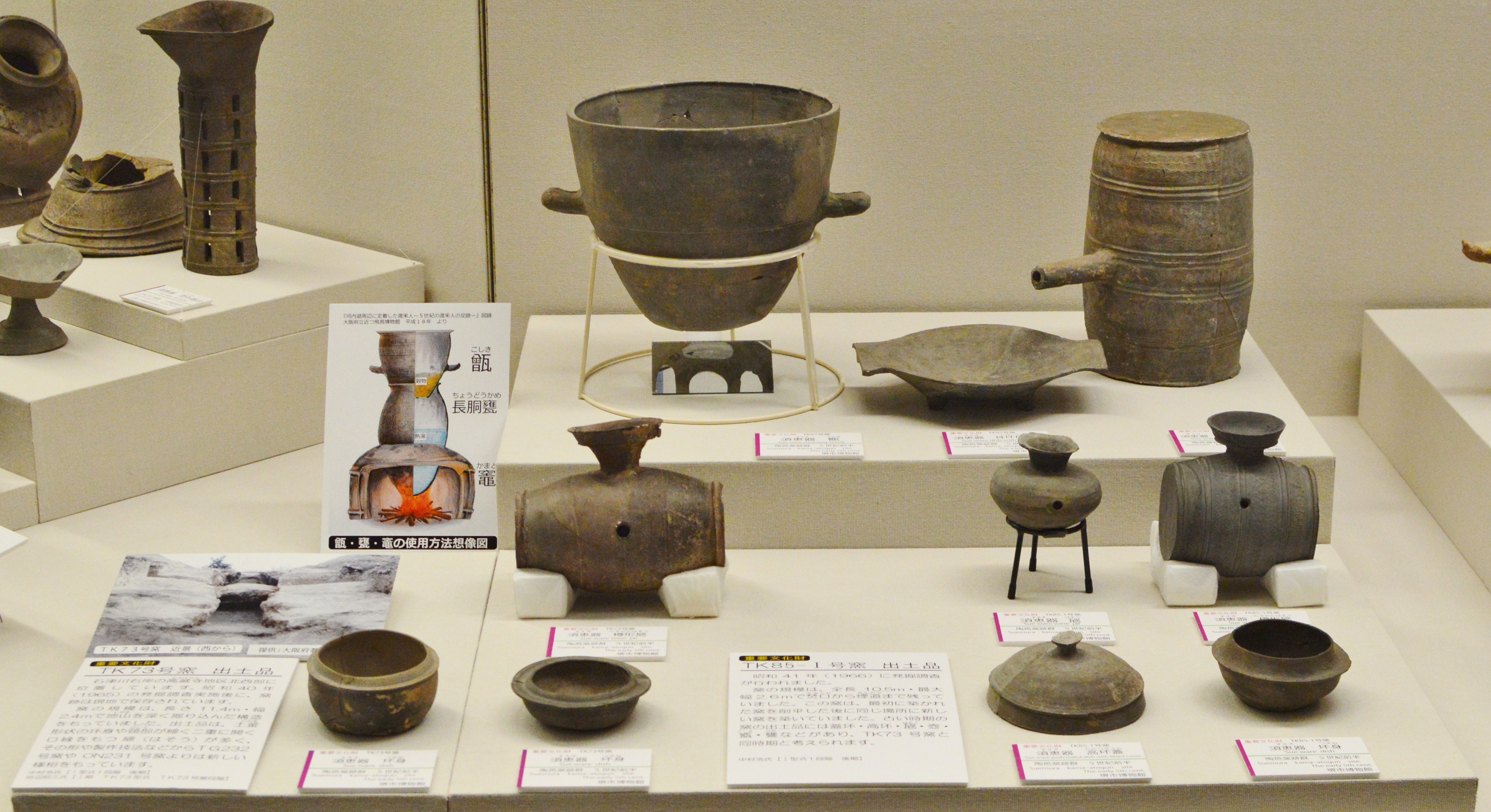
大阪府陶邑窯跡群出土品
  - 須恵器 2,572点
  - 窯道具類 3点
  - 瓦塼類 10点
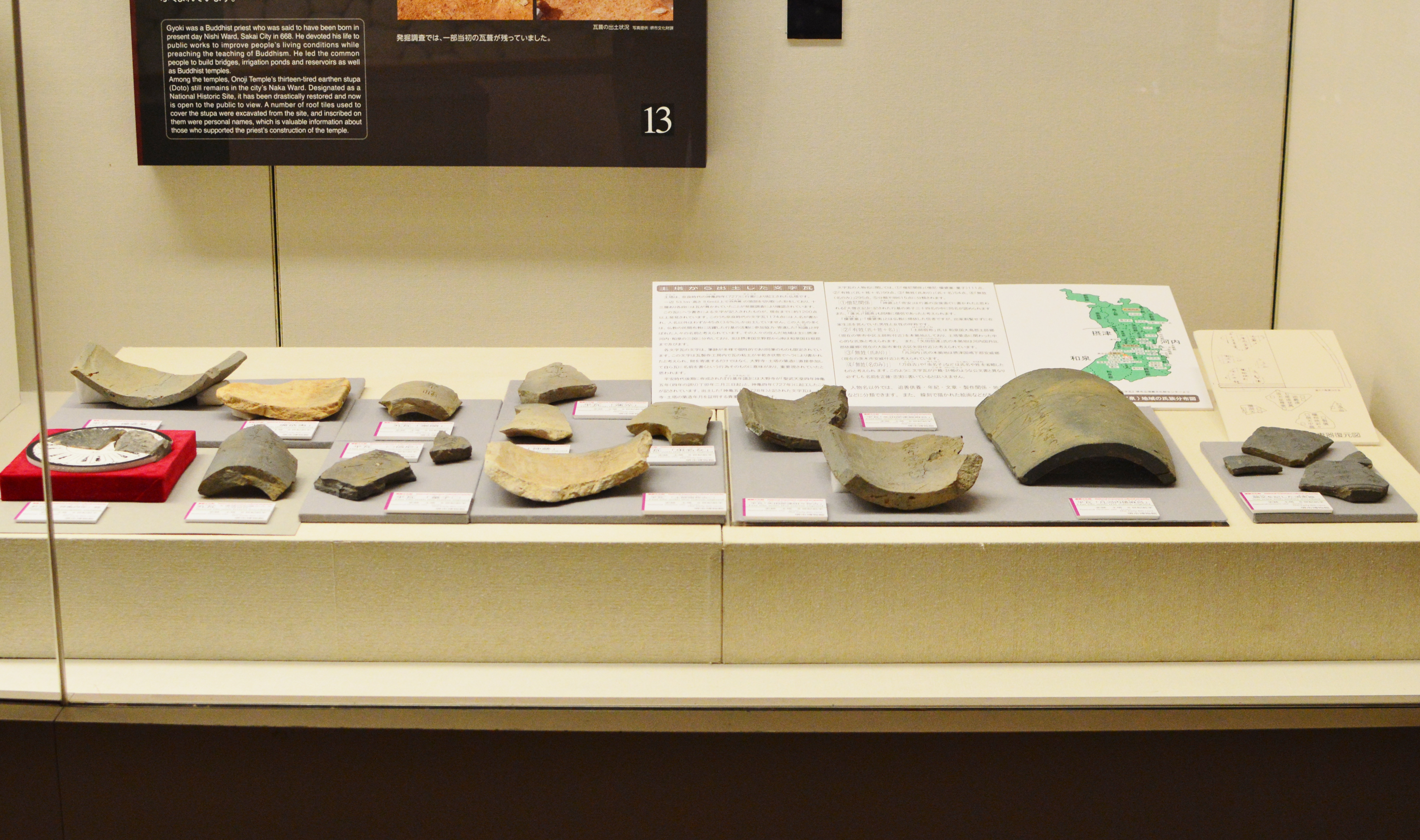
大阪府大野寺跡（土塔）出土品
  - 刻書瓦 780点
  - 軒丸瓦残欠 2点 神亀四年の型押銘がある
  - 刻書須恵器残欠 4点
  - 銭貨残欠 2点
  - 附 刻書瓦残欠 294点
- 旧浄土寺九重塔（石塔）[6] 嘉元二二（四）年（1306年）銘 大阪府千早赤阪村浄土寺（廃寺）旧所在

- 木造観音菩薩立像
- 陶邑窯跡群出土品（一部）
- 大野寺跡（土塔）出土品

### 常設展示中の資料
- 仁徳天皇陵古墳石室石棺図（複製）
- 仁徳天皇陵古墳甲冑図（仁徳天皇陵大仙陵石郭之中ヨリ出シ甲冑之図）（複製）
- 仁徳天皇陵古墳出土人物埴輪・馬形埴輪（複製）
- 大塚山古墳出土鉄製品
- 陵南赤山古墳出土埴輪
- 堺環濠都市遺跡出土資料
- 南蛮船（カラック）模型
- 住吉祭礼図屏風（複製）
- 堺鉄砲、慶長大火縄銃(大阪府指定文化財)
- 堺市図（「モンタヌス日本誌」挿絵）
- 菱垣廻船模型
- 堺緞通織機
- ふとん太鼓

### その他
- 南蛮屏風（重要美術品）
- 大寺縁起下絵　土佐光起筆（大阪府指定文化財）
- 住吉祭礼図屏風（堺市指定文化財）
- 山上宗二記（堺市指定文化財）

## 周辺
大仙公園内には堺市立中央図書館、日本庭園、堺市都市緑化センターなどの施設が点在する。自転車博物館もあったが新築移転し、2022年3月にシマノ自転車博物館となった。

## 交通アクセス
- JR阪和線百舌鳥駅から西へ徒歩8分
- 南海高野線堺東駅から深井駅行き、あみだ池行きで堺市博物館前下車。
- 南海泉北線深井駅から堺東駅前行きで堺市博物館前下車。

## 歴代館長
- 岡本良一（初代、大阪城天守閣主任。1980年 - 1982年）
- 井上薫（第2代、大阪大学名誉教授。1982年 - 1993年）
- 角山栄（第3代、和歌山大学名誉教授。1993年 - 2008年）
- 中西進（第4代、国際日本文化研究センター名誉教授。2008年 - 2013年）
- 笠谷実（第5代、堺市文化観光局長兼務。2013年 - 2017年）
- 須藤健一（第6代、国立民族学博物館名誉教授・元館長。2017年 - 現職）

## 建築概要
- 竣工 -  1980年
- 設立 -  1980年
- 設計 -  日建設計
- 所在地 - 〒590-0802 堺市堺区百舌鳥夕雲町2 大仙公園内